# Bettiola Heloise Fortson
Bettiola Heloise Fortson (29 de dezembro de 1890 – 13 de abril de 1917) foi uma poeta, ensaísta e sufragista dos Estados Unidos. Fortson foi uma das primeiras afro-estadunidenses no Oeste dos Estados Unidos a escrever e publicar um livro.

## Biografia
Bettiola Heloise Fortson nasceu em 29 de dezembro de 1890, em Hopkinsville, Kentucky. Era a filha de Mattie Arnold e James Fortson. Aos 12 anos de idade, ela mudou-se para Chicago para viver com sua tia, mas ela iria com regularidade para Evansville, Indiana, para viver com sua mãe, quando sua tia estava viajando. Ela formou-se em 1910 na Clark Street, High School, em Evansville, Indiana, e voltou a viver em Chicago após a graduação.
Fortson foi co-fundadora e presidenta da Universidade de Sociedade de Chicago, um clube de mulheres (que incluía homens na associação) que promoveu estudos literários e tinha um foco principal em "desenvolvimento artístico e intelectual" entre os afro-estadunidenses. Fortson foi uma integrante ativa e a segunda vice-presidenta do Clube Alpha pelo Sufrágio, a primeira associação de mulheres negras pelo sufrágio. Por dois anos, ela foi uma militante profissional da Federação Municipal de Clubes de Mulheres Negras.
Em 1915, ela publicou Mental Pearls: original poems and essays, pela editora Julius F. Taylor. A fim de arrecadar dinheiro para uma nova obra, ela publicou alguns de seus poemas no The Broad Ax, um semanário afro-estadunidense, em Chicago. O jornal vendeu 500 exemplares à Federação Nacional de Clubes de Mulheres Negras nesse ano e isso acabou permitindo a publicação do livro de Fortson. Seus poemas foram incluídos no livro Six Poets of Racial Uplift, publicado em 1996 pela G K Hall.
Fortson morreu de tuberculose em sua casa na 3413 Prairie Avenue, em Chicago, Illinois, em 13 de abril de 1917, aos 26 anos de idade. Sua eulogia foi lida por Ida B. Wells. Ela foi enterrada no  Mount Forest Cemetery em Thornton, Illinois, um cemitério principalmente afro-estadunidense.